# سباحة متنوعة

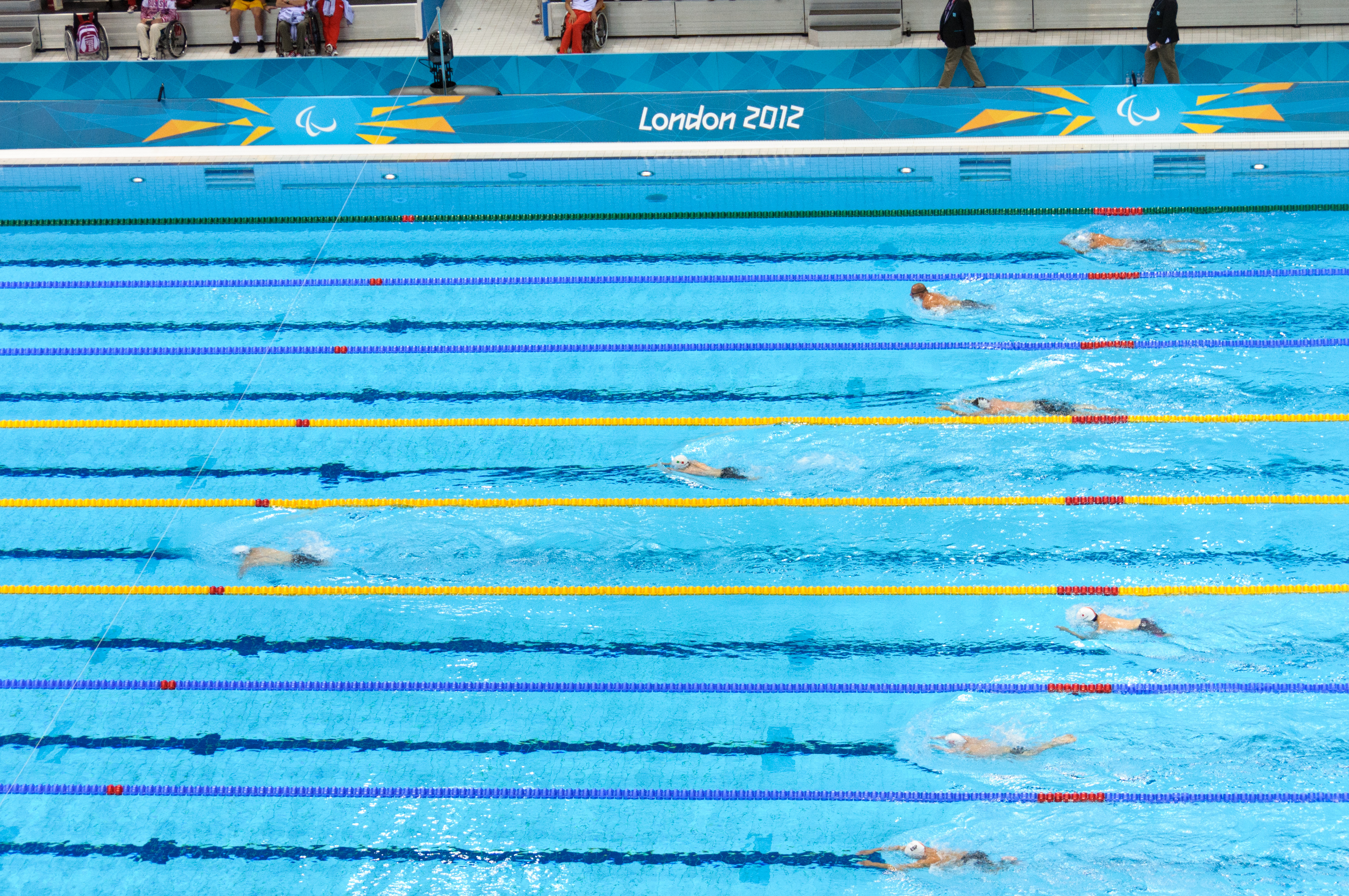
كاميرون ليزلي المقدمة في 2012 الألعاب البارالمبية الصيفية

السباحة المتنوعة هي مجموعة من أربعة أنواع مختلفة من أساليب السباحة - الفراشة، سباحة ظهر، سباحة صدر، والحرة - في سباق واحد. هذا السباق هو إما سباحة بسباح واحد كما في فردي متنوع (IM) أو عن طريق أربعة سباحين بمثابة سباحة متتابعة متنوعة. السباحة تعتبر من الرياضات النشطة التي ً تمارس في شكل كبير للترفيه وانها أيضا رياضة عالمية وأولمبية وكما أن لهذه الرياضة العديد من الفوائد.

## الفردي المتنوع
يتكون الفردي المتنوع من سباح واحد للسباحة لمسافات متساوية من أربع ضربات مختلفة في سباق واحد. 

### ترتيب الضربات
يتكون الفردي المتنوع من أربع ضربات. عادة كل ضربة لديها جزء متساو من المسافة الإجمالية، أي 1/4 من المسافة الإجمالية هو سبحه في ضربة واحدة. ضربات السباحة بالترتيب: 
1. الفراشة
2. سباحة ظهر
3. سباحة صدر
4. السباحة الحرة أي ضربة إلا السباحة الخلفية، الصدرا، أو الفراشة.[2]

### المنافسات
وهناك عدد من مسابقات ضربات السباحة بانتظام فردي متنوع، كل من الرجال والنساء. تقتصر المنافسات أن كل المسافة يجب أن تتكون من 4 على الأقل أطوال (100 ياردة. أو متر.) أو مضاعفات 4 أطوال (200 أو 400 ياردة. أو متر.)، لذلك يجب أن لا تغيير الضربة في منتصف الطول. بغض النظر عن الطول الفردي المتنوع، وتضم كل ضربة ربع المسافة الإجمالية.
في سباقات الفردي المتنوع يقوم السباح بالسباحة إما لمسافة 200 م أو 400 م. في سباقات 200 م متنوع يستخدم السباح في كل 50 متراً أسلوباً مختلفاً (الفراشة، الظهر، الصدر، الحر)، أما في سباقات 400 م متنوع، يغير السباح الأسلوب في كل 100 م. لكن غالبية السباحين يستعملون السباحة الحرة

### التقنيات
التقنية في مناسبات الفردي المتنوع لا تختلف كثيرا عن تقنية المنافسات المنفصلة للضربات الأربعة. والفرق الرئيسي هو تقنية التحول الرجوعي المطلوب عند الانتقال من ضربة واحدة إلى الضربة المقبلة. لابد من استكمال كل مرحلة كما هو موضح بقواعد الضربات في هذا القسم.

## السباحة التتابعية المتنوعة
تتكون السباحة المتنوعة التتابعية من أربعة سباحين متسابقين مختلفين متتابعين في منافسة واحدة، كل سباحة واحد من الضربات الأربعة.
في سباقات التتابع المتنوع تتبارى فرق مكونة من 4 لاعبين، يقوم كل واحد منهم بالسباحة لمسافة 100 م.

## التاريخ
السباحة كمفهوم رياضي فلم تعرف ظهوراً واسعاً إلا في بدايات القرن التاسع عشر. قبل عام 1952، لم يتم تعريف نموذج الفراشة كضربة منفصلة عن نموذج الصدر، في السباقات المتتابعة المتنوعة قد ظهرت ثلاثة أنماط فقط: السباحة الخلفية، الصدر، والحرة. وكانت المسافة المعتادة على السواء IM والتتابعية المتنوعة وبالتالي 300 متر أو ياردة بدلا من 400. وفي الولايات المتحدة، شملت بعض السباقات 1953 التتابعة المتنوعة الفراشة، واتحاد الرياضين الهواة جعله إلزاميا منذ 1954.

## اللوائح والقوانين
هذه هي القواعد الرسمية للسباحة التتابعة المتنوعة الاتحاد الدولي للسباحة فيما يتعلق ب:
- في منافسات الفردي المتنوع، السباح يغطي سباحة الأربعة بالترتيب التالي: الفراشة، السباحة الخلفية، الصدر والحرة.
- في مسابقات التتابع المتنوع، يتم تغطية السباحين المتسابقين سباحة الأربعة على الترتيب التالي: السباحة الخلفية، الصدر، الفراشة والحرة.

## وصلات خارجية
- Swim.ee: Detailed discussion of swimming techniques and speeds